# Сайдэм, Леви
Леви Сайдэм (англ. Levi Suydam) — интерсекс-человек, живший в XIX веке и владевший недвижимостью. В 1843 году на местных выборах в Солсбери, штат Коннектикут, Сайдэм представился городским избирателям как мужчина, владевший недвижимостью, что было в то время обязательным требованием для того, чтобы быть избирателем. Однако, его пол был поставлен под сомнение, и Сайдэма подвергли медицинским обследованиям.

## Предыстория
На момент выборов Девятнадцатая поправка к Конституции США, дающая избирательное право женщинам, ещё не существовала. Поэтому пол имел критическое значение при определении права голоса. Кроме того, Коннектикут до 1845 года требовал, чтобы избиратели владели недвижимостью. В острой борьбе в ходе избирательной кампании, партия вигов пыталась зарегистрировать Сайдэма в качестве избирателя.

## Медицинские осмотры
Хотя не было сомнений в том, что Сайдэм владел недвижимостью, высказывались сомнения относительно его права голоса на том основании, что Сайдэм был больше похож на женщину, чем на мужчину, и, следовательно, не имел права голоса и вызывал подозрения.
Сайдэма подвергли медицинскому обследованию, признали мужчиной с мужскими гениталиями и разрешили голосовать. В результате виги победили на выборах с перевесом в один голос.
После выборов выяснилось, что у Сайдэма начались менструации, и он был подвергнут повторным обследованиям. Под сомнение были поставлены и другие его половые характеристики, равно как и его репрезентация в мужской гендерной роли. Предполагали, что Сайдэм склонялся к тому, чтобы быть женщиной.

## Значение
В отличие от более раннего дела Томас (-а\-ины) Холл(а) в Виргинии, подход к ситуации Сайдэма соответствовал более ранним судебным практикам, где пол человека, считавшегося гермафродитом, устанавливали в зависимости от того, признаков какого пола больше.
Врачи, проводившие медицинское обследование, обнаружили, что гендерные проявления имели значение в дополнение к анатомическим особенностям Сайдэма. Они описали «его женские склонности, такие как пристрастие к ярким цветам, лоскутам ситца, искусно подобранным и скомпонованным, а также его отвращение к телесному труду». С юридической точки зрения решения врачей имели серьёзные последствия, поскольку законность голосования и исход выборов полностью зависели от их точки зрения.